# 楊弘緒
楊弘緒（？年—？年），字丹山，一字襄平，四川成都府新繁縣人，康熙五十年辛卯科四川鄉試第33名舉人，康熙六十年辛丑科易經房會試中式70名，殿試成進士，年二十七歲，捐即用，甲辰夏揀發河南，冬……題？湯陰……丁艱。雍正五年任福州府知府。官至浙江按察使，十三年革職。